# Matteo Copelotti
Matteo Tiziano Copelotti Clara (Montevideo, 16 febbraio 2004) è un calciatore uruguaiano, attaccante del Progreso.

## Carriera
Cresciuto nel settore giovanile del Defensor Sporting, l'11 gennaio 2025 è stato acquistato a titolo definitivo dal Progreso. Ha debuttato a livello professionistico il 16 febbraio seguente nell'incontro di Primera División perso 5-1 contro il Nacional, ed il 27 marzo ha segnato il suo primo gol in carriera, su calcio di rigore, contro il Montevideo Wanderers.

## Statistiche

### Presenze e reti nei club
Statistiche aggiornate al 28 marzo 2025.
| Stagione        | Squadra         | Campionato      | Campionato | Campionato | Coppe nazionali | Coppe nazionali | Coppe nazionali | Coppe continentali | Coppe continentali | Coppe continentali | Altre coppe | Altre coppe | Altre coppe | Totale | Totale | Totale |
| Stagione        | Squadra         | Comp            | Pres       | Reti       | Comp            | Pres            | Reti            | Comp               | Pres               | Reti               | Comp        | Pres        | Reti        | Pres   | Reti   |        |
| --------------- | --------------- | --------------- | ---------- | ---------- | --------------- | --------------- | --------------- | ------------------ | ------------------ | ------------------ | ----------- | ----------- | ----------- | ------ | ------ | ------ |
| 2025            | Progreso        | PD              | 5          | 1          | CU              | 0               | 0               | -                  | -                  | -                  | -           | -           | -           | 5      | 1      |        |
| Totale carriera | Totale carriera | Totale carriera | 5          | 1          |                 | 0               | 0               |                    | -                  | -                  |             | -           | -           | 5      | 1      |        |